# Жак Дюр
Жак Дюр (фр. Jacques Dhur, 23 лютого 1902, Париж — 26 грудня 1983, Шаллан) — французький футболіст, що грав на позиції воротаря.
Виступав, зокрема, за клуб «Стад Франсе», а також національну збірну Франції.

## Клубна кар'єра
У дорослому футболі дебютував 1926 року виступами за команду «Стад Франсе», кольори якої і захищав протягом усієї своєї кар'єри гравця, що тривала два роки. 

## Виступи за збірну
У 1927 році дебютував в офіційних матчах у складі національної збірної Франції.
Загалом протягом кар'єри в національній команді, яка тривала 1 рік, провів у її формі 1 матч, пропустивши 4 голи.
Помер 26 грудня 1983 року на 82-му році життя у місті Шаллан.
| Дата      | Місто   | Господарі  | Результат | Гості   | Турнір           | Голи | Примітки |
| --------- | ------- | ---------- | --------- | ------- | ---------------- | ---- | -------- |
| 16-3-1927 | Лісабон | Португалія | 4 – 0     | Франція | товариський матч | -4   |          |
| Усього    |         | Матчів     | 1         |         | Голів            | -4   |          |